# Durtal
Durtal, ein alter Grafensitz, ist eine französische Gemeinde mit 3.376 Einwohnern (Stand 1. Januar 2022) im Département Maine-et-Loire in der Region Pays de la Loire.

## Geografie
Durtal liegt am Fluss Loir. Die Altstadt und die meisten Wohngebiete liegen auf der rechten Flussseite, wo auch Kleinsiedlungen und Gehöfte über die Gemarkung verstreut liegen. Hier mündet auch der kleine Nebenfluss Argance in den Loir ebenso wie der Pont Rame an der Grenze zu Huillé-Lézigné. Jenseits der Loirbrücke findet sich etwas Gewerbe und der Forêt de Chambiers („Wald von Chambiers“), der sich weit nach Süden ausdehnt. Im Norden und Osten grenzt Durtal an das Département Sarthe.

## Geschichte
Eine bronzezeitliche Axt ist die älteste Siedlungsspur in der Gemarkung. Auf dem Gemeindegebiet wurden auch Spuren einer keltischen Ansiedlung gefunden.
Aufgrund seiner Festung aus dem 11. Jahrhundert betrachtet sich Durtal als das historische nördliche Tor zum Anjou. Das beeindruckende Schloss war bis zur Französischen Revolution Sitz eines einflussreichen Grafengeschlechts. Der ursprüngliche Name lautete vermutlich Durum Stallum (dt. fester Lagerplatz). Um 1050 wird erstmals ein Schloss mit dieser exponierten geografischen Lage in Verbindung gebracht. 1096 leitete Hubert de Champagne den Ausbau des Ortes ein, der damals schon ein Marktflecken war. Vor seinem Aufbruch als Kreuzritter ins Heilige Land beauftragte er die Mönche von Angers mit dem Bau der Kirche und Ansiedlung Saint Léonard links des Flusses, gegenüber dem Schloss. Er überließ den Mönchen auch Land beiderseits der schon damals bestehenden Loirbrücke. 1114 findet man für Durtal die Bezeichnung Turestal. Im 12. Jahrhundert gelangte das Schloss in Besitz der Familie de Parthenay. Der Hundertjährige Krieg der Engländer gegen die Auld Alliance im 14. und 15. Jahrhundert zog Durtal mehrfach in Mitleidenschaft. Auch die Pest wütete mehrfach im Laufe der Jahrhunderte.
Im 16. Jahrhundert erhielt Durtal durch den Aufstieg von François de Scépeaux zum Marschall von Frankreich bedeutende Impulse und wurde 1564 Sitz einer Grafschaft. Die Schlossanlage wurde umfassend erneuert und erweitert und wurde zum Treffpunkt des Hochadels bis hin zu König Karl IX. und Katharina von Medici. Durtal wurde zu einer wichtigen Station zwischen Angers und Le Mans. 1571 starb de Scépeaux im Wald von Chambiers während einer Kutschfahrt mit König Karl an der Stelle, die heute la table au Roy heißt. Die Überlieferung spricht von Vergiftung.

## Bevölkerungsentwicklung
| Jahr      | 1962 | 1968 | 1975 | 1982 | 1990 | 1999 | 2010 | 2018 |
| Einwohner | 3102 | 3161 | 3251 | 3240 | 3195 | 3224 | 3349 | 3372 |

## Wirtschaft und Infrastruktur

### Wirtschaft
Seit dem 17. Jahrhundert wird jeden Dienstagvormittag im Herzen der Altstadt ein gut beschickter Markt abgehalten. Insgesamt lässt sich die Tradition dieses Marktes bis ins 14. Jahrhundert zurückverfolgen. – Die Lage am Fluss brachte es mit sich, dass sich im Laufe der Zeit vor allem Gerbereien, Mühlen und später Papiermacher angesiedelt haben. Der Bau der Eisenbahn von Angers nach La Fleche brachte dann im 19. Jahrhundert bedeutende wirtschaftliche Impulse. Heute sind vor allem eine Kartonfabrik und Lebensmittelindustrie zu nennen. Ferner gibt feinmechanische Betriebe und Fachbetriebe für Elektronik.

### Verkehr
Durtal hat einen Anschluss an die A 11. Die Nationalstraße N 23, die La Flèche und Seiches miteinander verbindet, geht mitten durch den Ort. Allerdings wird die Départementalstraße D 859 von Châteauneuf-sur-Sarthe, die früher in Durtal auf die N 23 traf, als Umgehungsstraße heute nördlich der Bebauung herumgeführt und entlastet Durtal somit vom Autobahnzubringerverkehr aus Richtung La Flèche.
Die ehemalige Nebenbahn La Flèche – Durtal ist schon lange eingestellt. Nächstgelegener Bahnhof ist nun Sablé-sur-Sarthe (26 km). Zum nächstgelegenen Flughafen von Angers bei Marcé sind es 15 km.

## Sehenswürdigkeiten

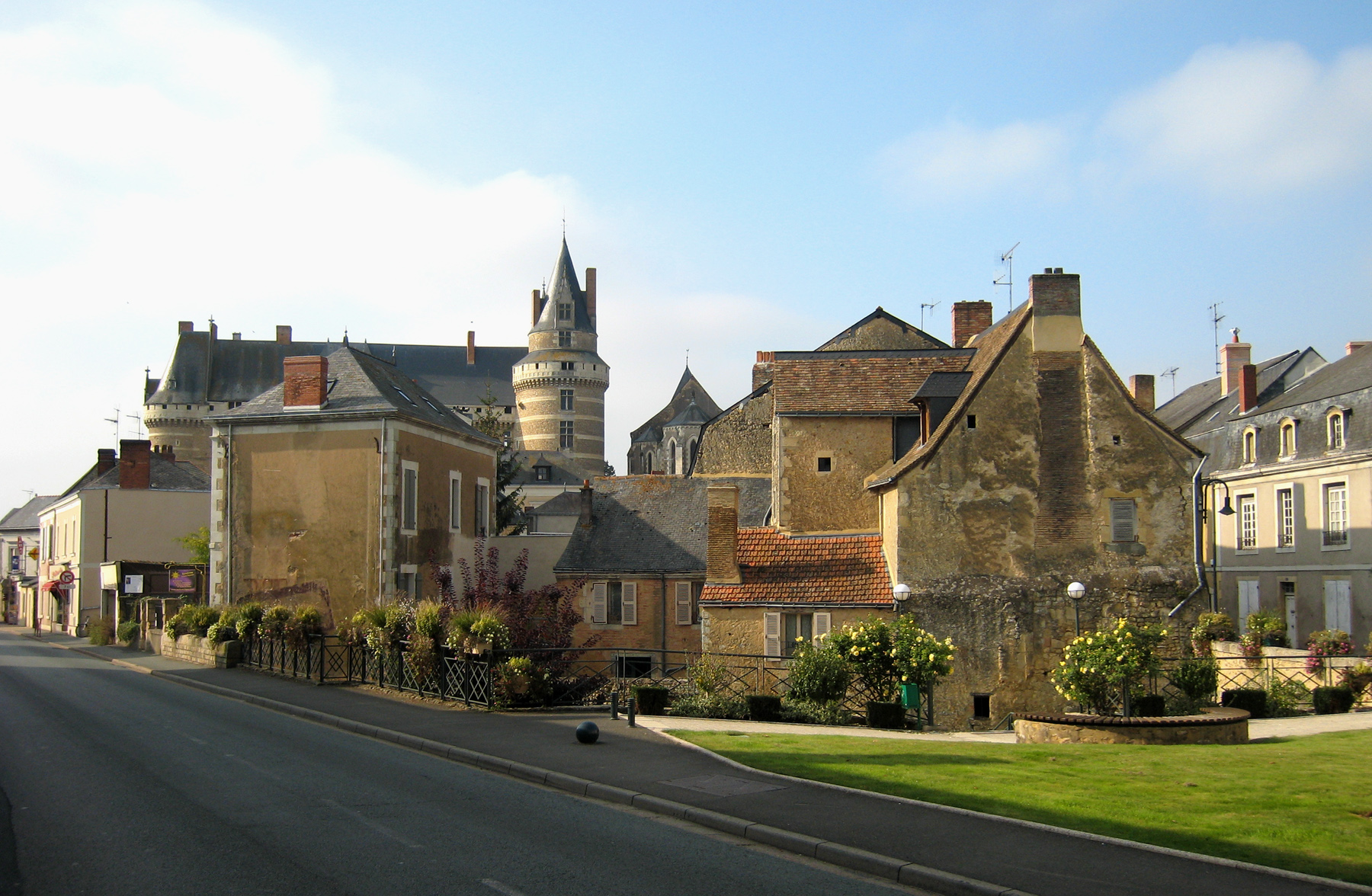
Schloss Durtal

- Hauptsehenswürdigkeit ist das Schloss, das die Stadt dominiert. Vier Tore führen hinein. Die Bausubstanz stammt aus dem 15. bis 17. Jahrhundert.
- Stadtzentrum mit Gassen und Winkeln
- Kirche St. Léonard am gegenüberliegenden Loireufer

Siehe auch: Liste der Monuments historiques in Durtal

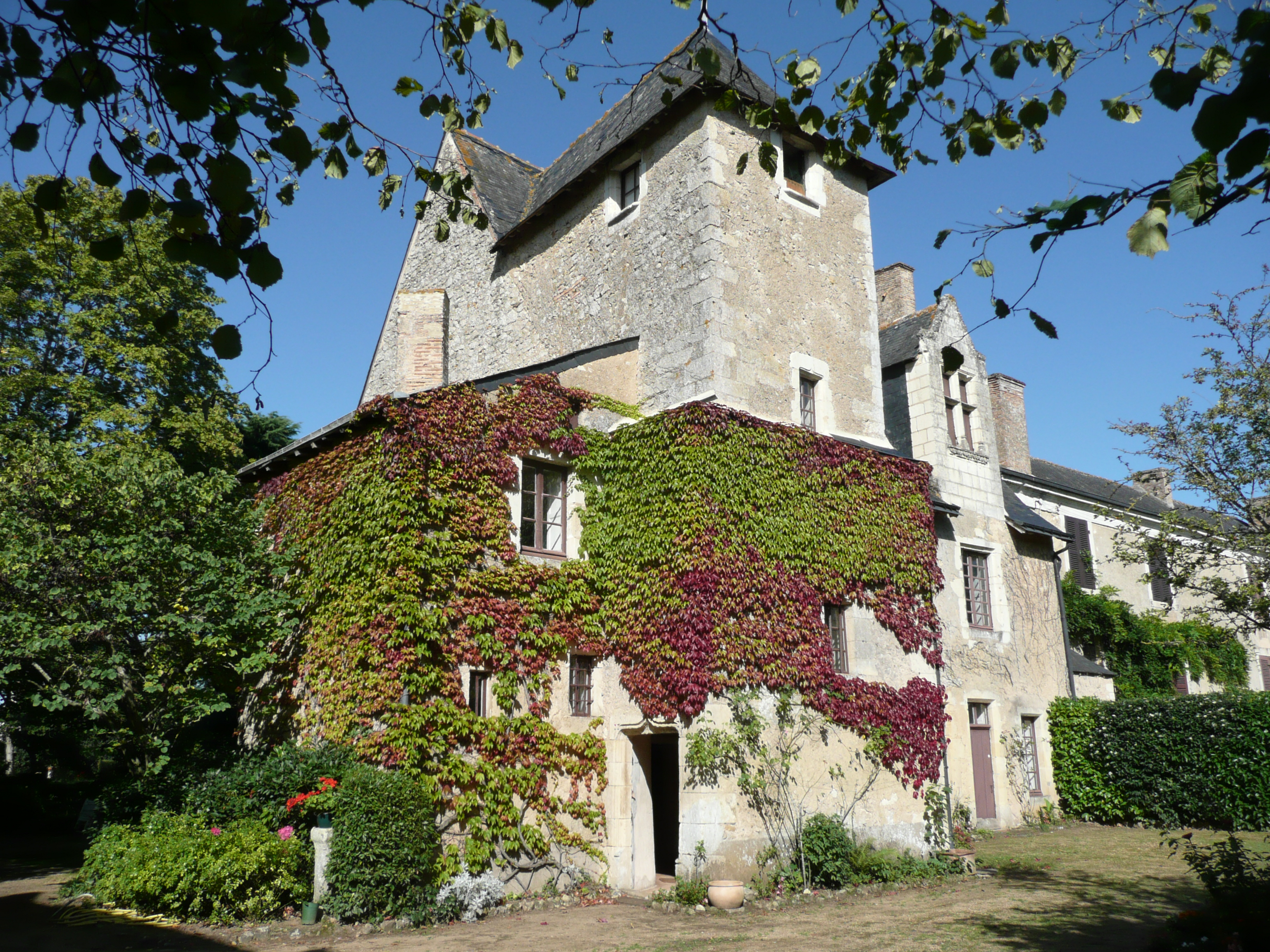
Château Bosset
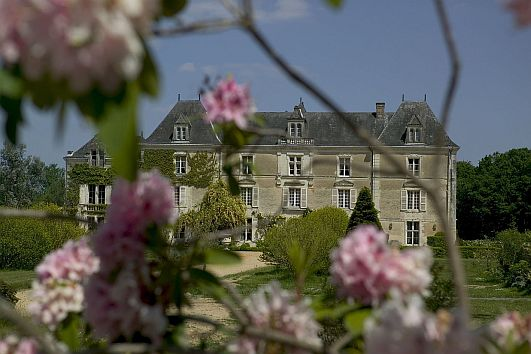
Chateau de Chambiers
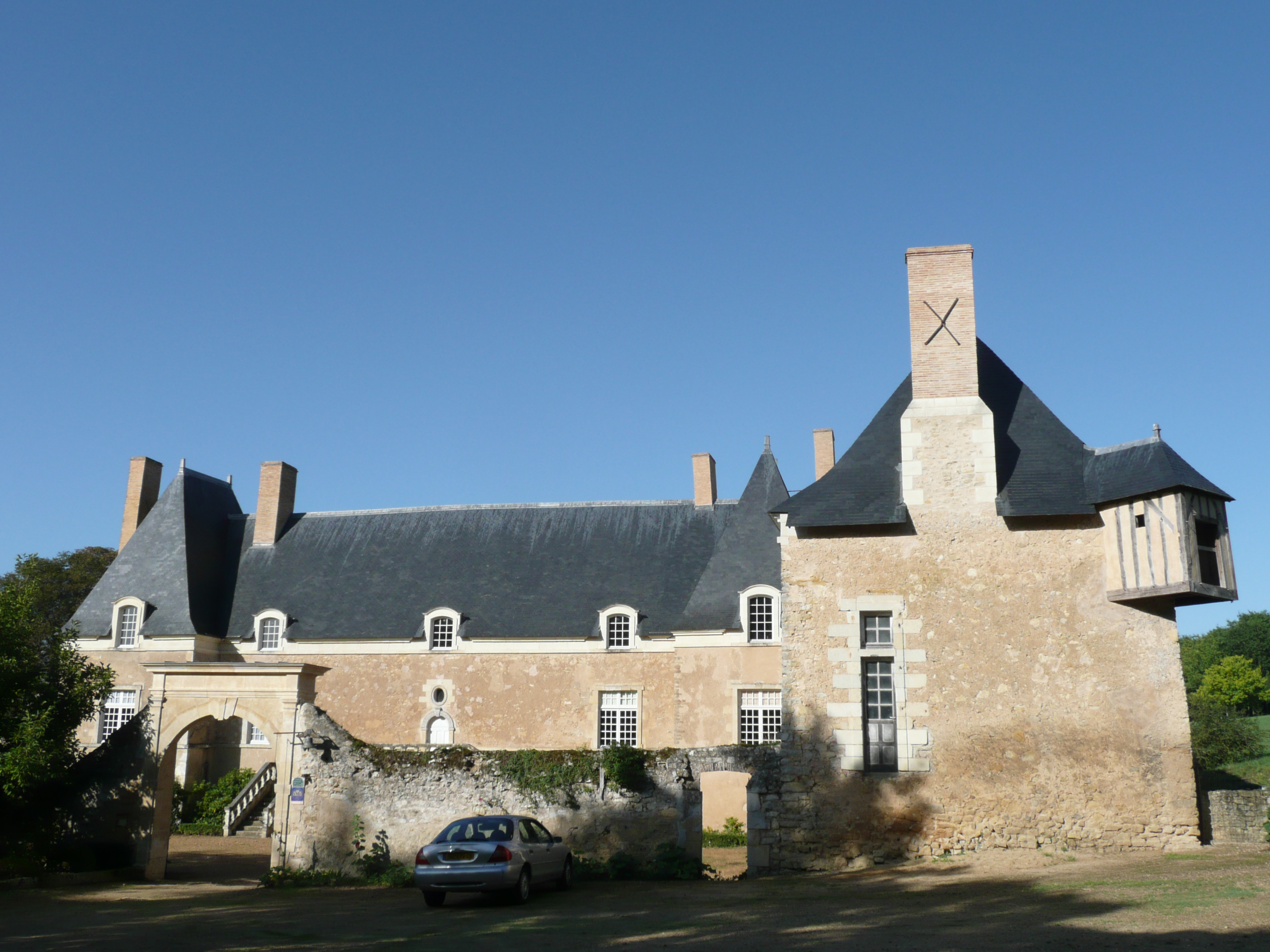
Herrenhaus Serrain
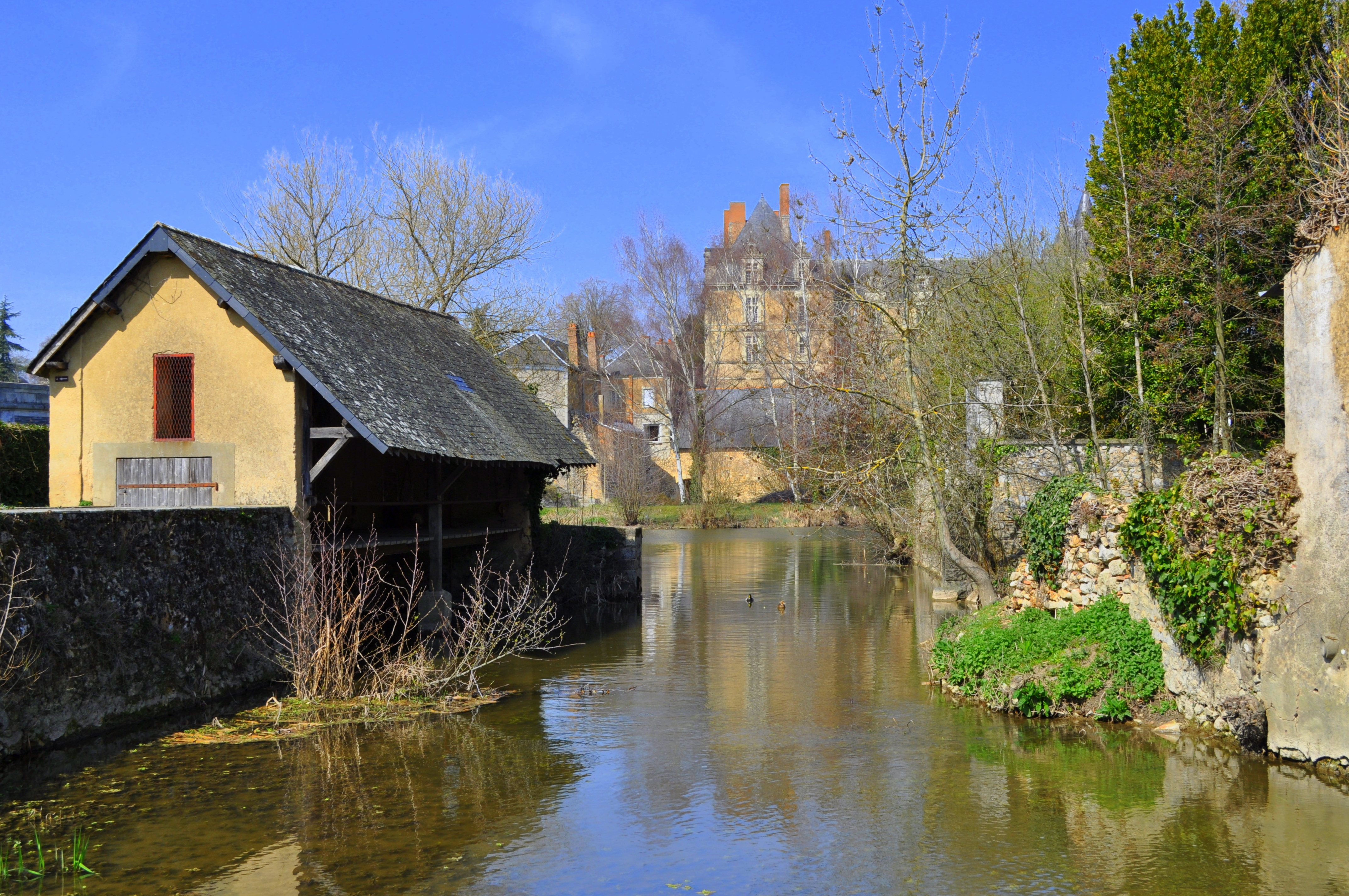
Lavoir an der Loir

## Partnergemeinde
- Untereisesheim in Baden-Württemberg, Deutschland, seit 1995

## Tourismus und Freizeit

### Tourismus
Durtal verfügt zwar nicht über sehr viele Unterkunftsmöglichkeiten, aber über die ganze Bandbreite vom Campingplatz ganz in der Nähe des Schlosses bis zum Wellnesshotel in historischer Villa. Tagestouristen steuern vor allem das Schloss und die Promenade am Loir an.

### Sport und Unterhaltung
Es gibt ein Schwimmbad, auf dem Loir kann man Kanu fahren. Der Wald von Chambiers ermöglicht ausgedehnte Wanderungen. Auch in Durtal ist die besondere Form des Boule-Spiels des Baugeois, das Boule de fort zu finden.

### Regelmäßige Veranstaltungen
Höhepunkt des Veranstaltungsjahres ist La Fête du Loir, das Loirfest, welches jeweils im Juli stattfindet. Überörtliche Bedeutung haben außerdem die Weinmesse im März und der Antiquitätenmarkt im September.

## Persönlichkeiten
- François de Scépeaux, comte de Durtal, Seigneur de Vieilleville (1510–1571), Staatsmann und Diplomat, seit 1562 Marschall von Frankreich, ist in Durtal geboren.
- Alexis Axilette (1860–1931), Porträtmaler, ist in Durtal geboren.